# Mercury Grand Marquis
El Mercury Grand Marquis és un cotxe de propulsió classificat com a full-size de la marca Mercury, una divisió de Ford Motor Company. Es fabrica a St. Thomas (Canadà) i a St. Louis, Missouri des de 1985.

## Introducció
El Gran Marquis és, en essència, una versió més luxosa del Ford Crown Victoria. De sèrie es presenta amb els següents nivells d'equipament: GS (model base), GS Convenience, LS Premium, LS Ultimate i LSE. Es coneixen els GS com a M74 i la resta de models com a M75.
El model de Mercury comparteix la plataforma Ford Panther que usa el Ford Crown Victoria i el Lincoln Town Car i el Mercury Marauder. Aquests models van equipats amb un 4.6L V8 Modular de 190 cv (o 210 cv amb el paquet handling/dual exhaust). A partir del 2001 passen a 224 cv i 239 cv (amb el paquet handling/dual exhaust), excepció del Mercury Marauder, una versió del Grand Marquis amb un motor 4.6L Modular V8 DOHC amb 302 cv.
La transmissió és una AR70W que substitueix a les usades a principis dels anys 90 AOD i AODE de Ford.
El Grand Marquis era un producte de luxe i grans prestacions. Actualment pot parlar-se d'un vehicle semi luxós amb unes prestacions adequades.
Els preus actuals són de $25.555 dòlars per la GS i $36.060 per la LSE.

## Història
La primera aparició fou com a paquet opcional del Mercury Monterey de 1967. El nom de Marquis va anar substituint al nom de Monterey i l'aparició del nom Grand Marquis es fa el 1975 com paquet entre el base Marquis i el Marquis Brougham. Serà el 1983 quan naixerà el Grand Marquis.

## Primera Generació (1983-1991)

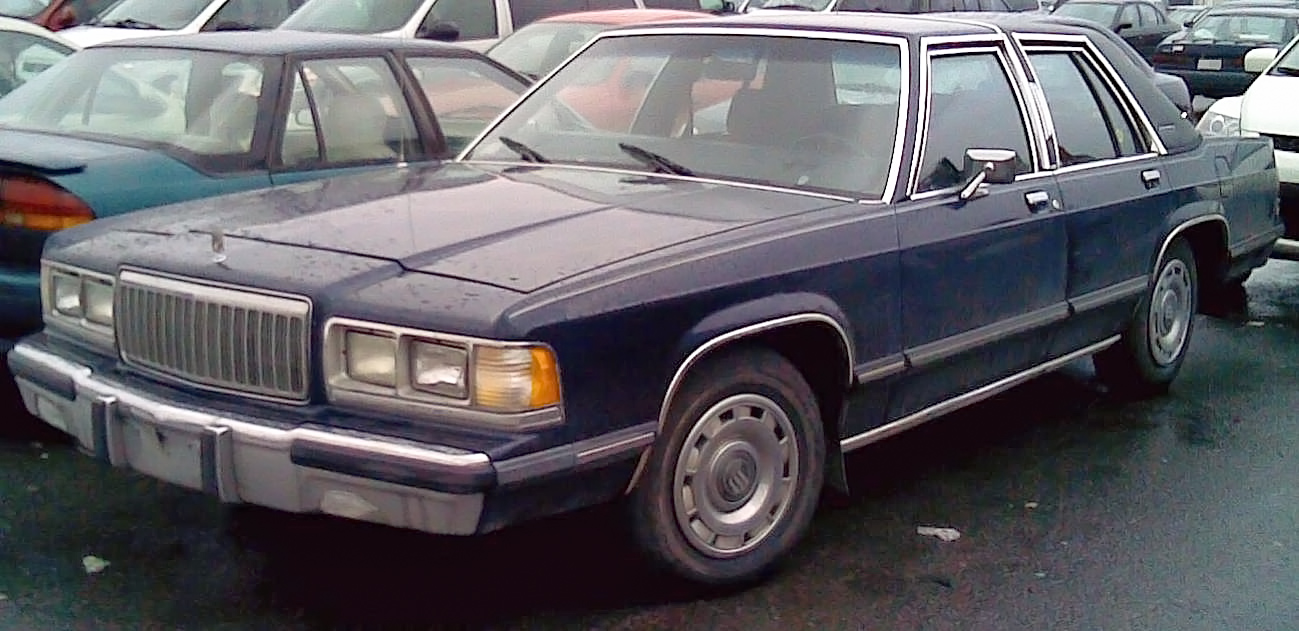
Mercury Grand Marquis del 1988

El Marquis, com el Ford LTD estaven basats en la plataforma "Fox", mentre que el Grand Marquis seguia usant la plataforma Ford Panther. El motor usat llavors fou un 5.0L Windsor V8.
El 1986 s'afegeix al V8 el sistema d'injecció electrònica SFI. seqüencial. Un any després, el Grand Marquis es fabrica exclusivament a la planta de St. Thomas.
El 1988 el Grand Marquis rep un petit restyling exterior, i desapareix la versió cupè de 2 portes.
El 1990 es fa un nou disseny al tauler de control del cotxe i s'inclou l'airbag al volant del conductor i el 1991 s'afegeix la transmissió AODE.

## Segona Generació (1992-1997)

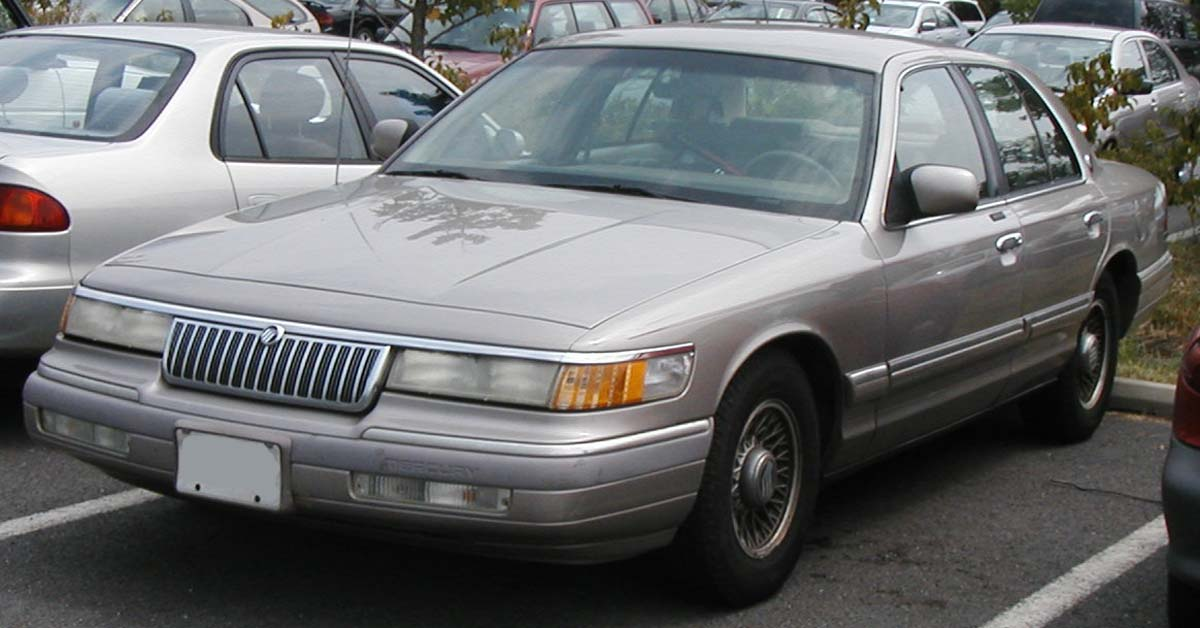
Mercury Grand Marquis del 1992

Es presenta el motor 4.6L SOHC V8 Modular. El Vehicle rep un nou disseny de la carrosseria que, sobre l'anterior, és més lleuger i té una menor resistència al vent (i això repercuteix amb un consum més baix de gasolina). En l'interior es fa un restyling, amb noves portes i seients.
Rep també discs a les 4 rodes, direcció assistida sensible a la velocitat i un dipòsit de gasolina amb capacitat de 19 galons dels EUA. En opció es deixava suspensió neumàtica i sistema d'entrada sense clau.
El 1993 l'airbag de passatger esdevé de sèrie i s'afegeix l'opció overdrive al final del canvi.
El 1994 s'afegeix protecció addicional als laterals per complir amb els estàndards de 1997.
El 1995 rep la transmissió AR70W i un restyling exterior (noves rodes) i interior (tauler de control, seients, portes). Es modifica la relació final del canvi passa de 3.08 a 2.73 i el control electrònic de la temperatura passa a estar disponible pel paquet LS.
El 1996 i 1997 es millora les prestacions del canvi i es millora la direcció perquè sigui més precisa.

## Tercera Generació (1998-)

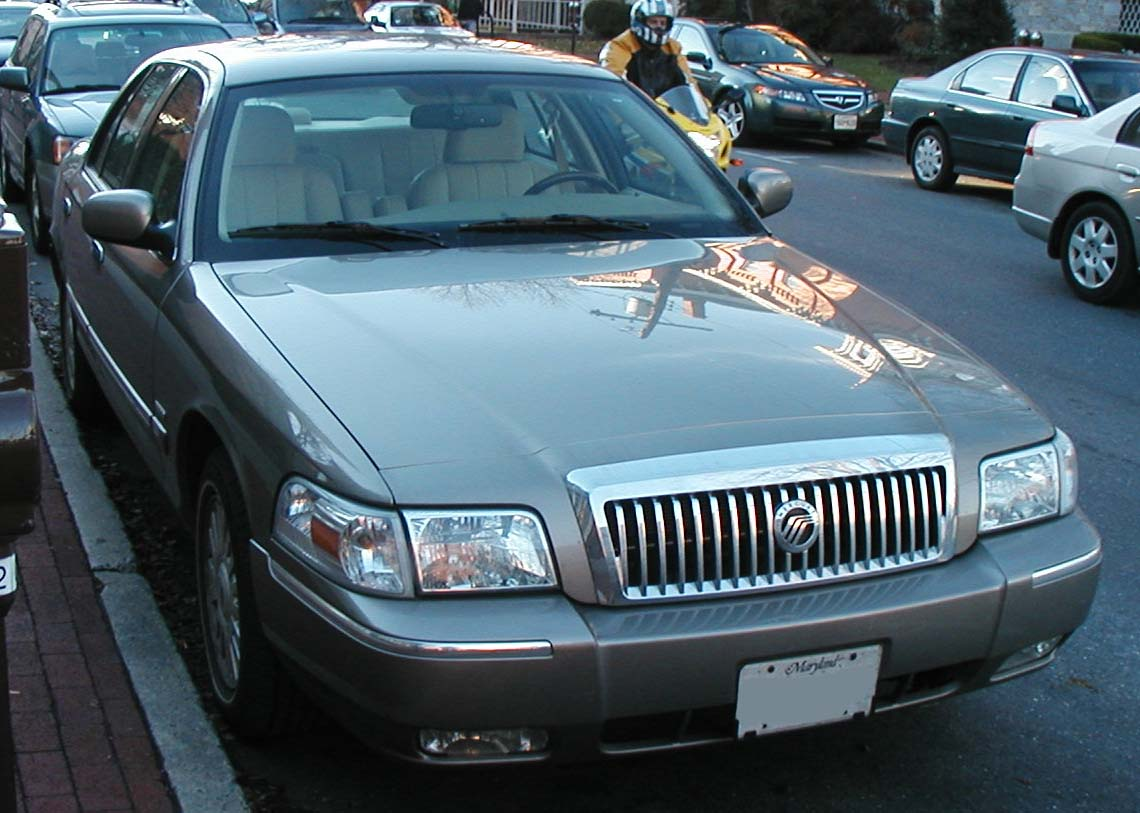
Mercury Grand Marquis del 2006-2007

El Grand Marquis presenta un restyling a l'exterior i algunes millores interiors. Mecànicament segueix amb el mateix 4.6L Modular V8.
El 2002 retrovisors externs calefactables, ABS i Control de Tracció s'inclouen a la llista d'opcions. Els nivells d'equipament (paquets) són el GS, GS Convenience, LS Premium, LS Ultimate i LSE.
Canvis el 2003 i el 2005
El 2003 es fa un restyling al cotxe. La direcció passa a ser de cremallera. S'afegeix el sistema EDB als frens i airbags laterals, entre altres modificacions. El 2005 i 2006 es presenten canvis externs (el 2006 per exemple canvia el frontal del cotxe), s'afegeix el paquet LSE i s'estrena el 2006 la transmissió AR75E. El motor del Grand Marquis admet E85 des del 2006.